# Mandbjerghøj

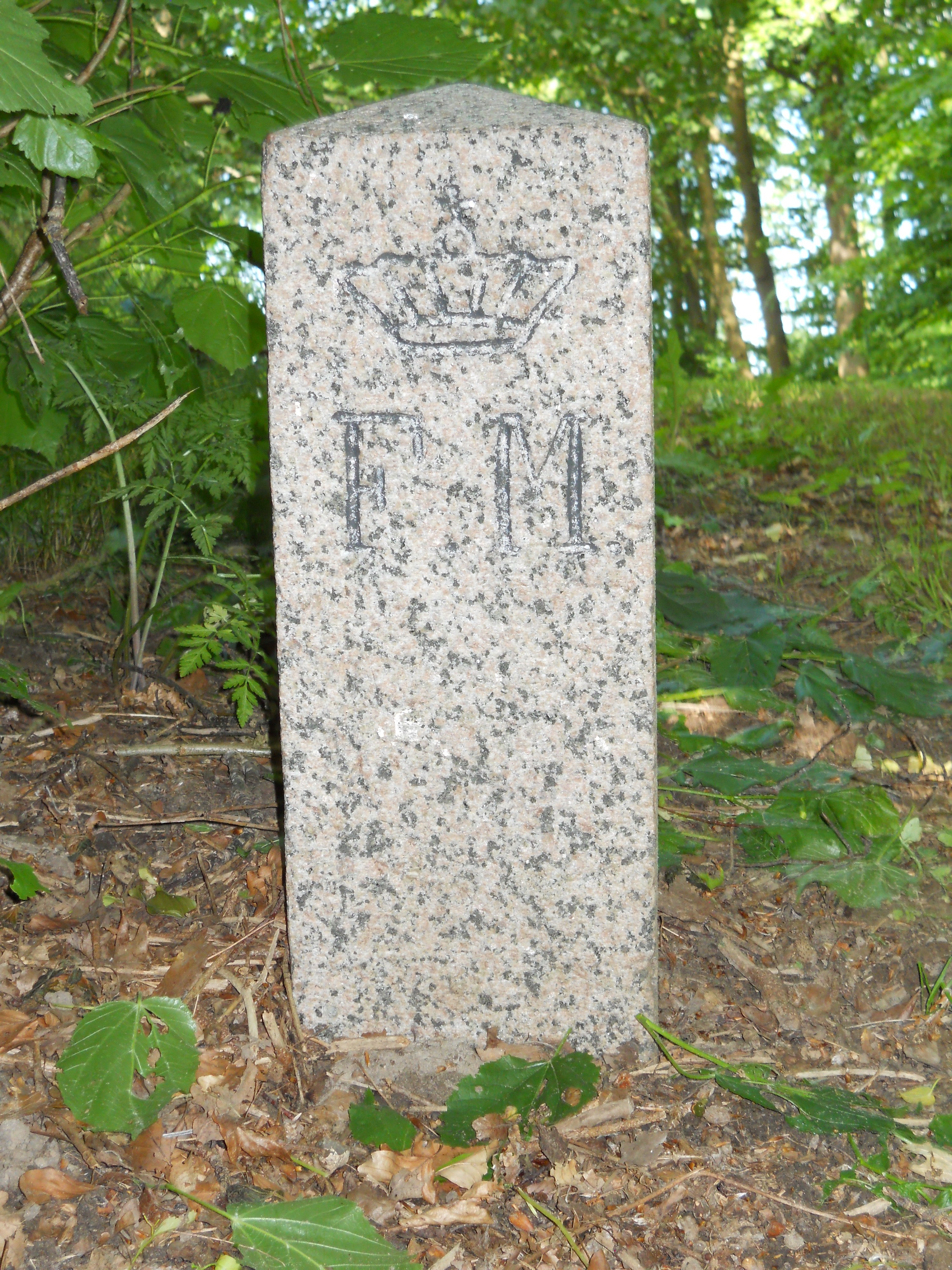
Unterschutzstellungsstein

Der Mandbjerghøj (deutsch etwa Mannberghöhe) ist ein bronzezeitliches Hügelgrab neben der Straße durch den Øster Velling Skov (Wald) nördlich von Øster Velling, westlich von Randers in Jütland in Dänemark. Hier liegen zwei kleine Granitsteine mit eingeritzten geometrischen Mustern aus der Bronzezeit. Ein „Fredningssten“ (Unterschutzstellungsstein) markiert die Stelle.
Die beiden Steine mit den Felsritzungen stehen in der Nähe ihres Fundortes, der etwa 50 Meter entfernt auf dem Feld lag. Dort liegt der nahezu völlig überpflügte Rest des Hügelgrabs Mandbjerghøj; und dort wurde im Jahre 1857 der erste Stein mit Felsritzungen gefunden, der Teil der Einfassung des Rundhügels war.
Im Jahre 1880 schleifte der damalige Hofbesitzer den Hügel, um mit der Erde eine Mergelgrube aufzufüllen. Während dieser Arbeiten stieß er auf einen Steinhaufen und nach dem Kontakt mit dem Museum wurde der Mandbjerghøj ausgegraben. Während der Ausgrabung wurden die beiden Steine gefunden, die jetzt an der Straße stehen.
Die Steine vom Mandbjerghøj zeigen vier einfache Ringe, sieben konzentrische Ringe und drei Ovale, die je zwei Ringe umschließen (einige davon wieder konzentrisch). Bedeutung und Zweck der Ritzungen ist unbekannt. Von anderen Steinen sind Schiffsbilder, stilisierte menschliche Figuren und geometrische Muster in Form von Radkreuzen (Felsritzungen von Lille Strandbygård) und Schälchen bekannt. Im selben Jahr entdeckte man einen weiteren Stein mit Felsritzungen, der ins Nationalmuseum gelangte und nun im Kulturhistorischen Museum von Randers zu sehen ist. Er zeigt fünf Ovale, die je zwei Ringe umschließen und neun einfache Ringe (keine davon konzentrisch).
Das Hügelgrab hatte ursprünglich etwa 24 Meter Durchmesser und vier Meter Höhe. In der Hügelmitte lag ein typisches Männergrab aus der frühen Bronzezeit (etwa 1.500 v. Chr.). Im Grab wurden ein Bronzeschwert und ein vergoldeter Gürtelhaken gefunden, auf dem die gleichen Motive zu sehen sind wie auf den Felsen, was den Hügel und die Ritzung der Steine in die gleiche Zeit datiert. Die Felszeichnungen waren wohl ursprünglich mit Farbe ausgelegt, da sie wie einige Ritzungen auf Runensteinen Spuren von Farbe zeigen. Die Entdeckung von Petroglyphen geschieht eher zufällig und ist in hohem Maße von den Lichtverhältnissen abhängig.
Der Øster Velling Stein ist ein Runenstein, der 1875 in Øster Velling beim Wiederaufbau der Øster Velling Kirche gefunden wurde.